# Hoete

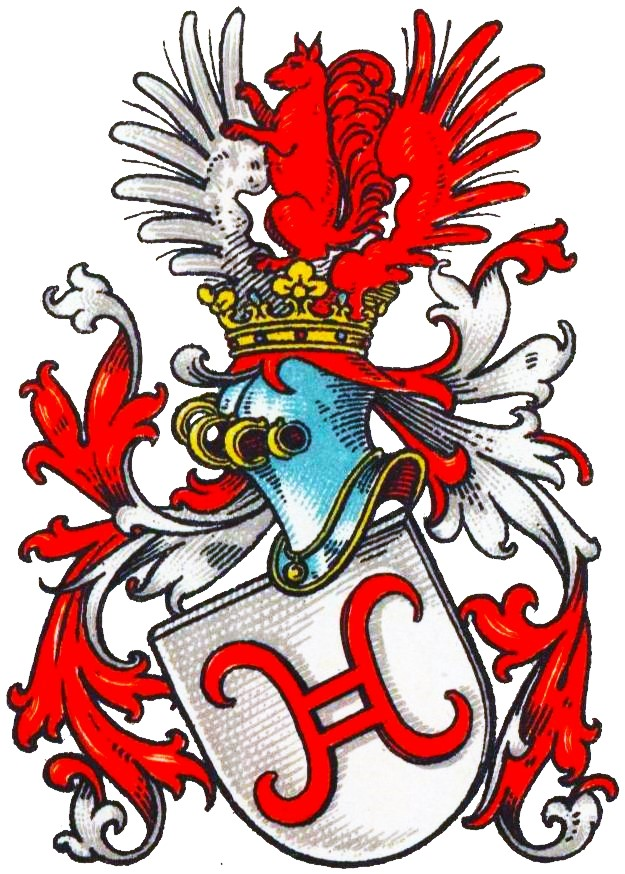
Wappen derer von Hoete im Wappenbuch des Westfälischen Adels

Hoete (auch Hoyte, Hoyta, Hoyten o. ä.) ist der Name eines erloschenen westfälischen Adelsgeschlechts.

## Geschichte
Das Geschlecht gehörte zum Uradel der Grafschaft Mark. Die Familie saß von 1543 bis Ende des 17. Jahrhunderts auf Haus Bögge in Bönen sowie zu Haus Hove (urkundl. 1570–1629) in Oberwengern an der Ruhr. Ferner zu Haus Crengeldanz (urkundl. 1532–1743) und Schleebusch (urkundl. 1570–1629) im Kreis Bochum, Haus Northof (urkundl. 1590) im Kreis Hamm und Schloss Westhusen (urkundl. 1620–1743) in Dortmund. Außerdem war die Familie zeitweilig auch in Livland ansässig und kam von dort nach Preußen. Dort saß sie zu Panderwald (Lötzen).
Die Familie erlosch mit dem Tod von Johann Ludwig von Hoete am 22. Dezember 1743.

## Persönlichkeiten
- Gertrud von Hoete († 1542), Äbtissin des Klosters Welver
- Adolf Lutter von Hoete, 1610 Amtmann im Amt Hamm
- Georg von Hoete (1616 †), Droste zu Hamm
- Lutzo von Hoete († 1619), 1615–1619 Domherr in Münster und Osnabrück
- Ludolf Lutter von Hoete zu Bögge, 1616 sowie 1619–1634 Amtmann im Amt Hamm[4]
- Jodocus Moritz von Hoete, 1615–1638 Domherr zu Paderborn

## Wappen
Blasonierung: In Silber ein roter Maueranker. Auf dem gekrönten Helm mit rot-silbernen Helmdecken ein rotes Eichhörnchen zwischen einem rechts silbernen und links roten offenen Flug.